# 2fuzz
2fuzz é um banda brasileira de pop rock formada em 2000, na cidade de Fortaleza, Ceará, pelos músicos João Victor (voz e guitarra), Hugo Lopes (baixo e voz), Fábio Dória (bateria), Ciro Figueiredo (bateria), Vítor Colares (guitarra) e Lucas Carvalho (guitarra). Em 2001 a banda lançou o primeiro álbum, intitulado "Three months in the shed". Gravado de forma independente, o álbum trazia 5 faixas, que demonstravam toda potência do som da banda, com influências de bandas como Pearl Jam, Nirvana e Soundgarden, com raízes no Grunge de Seattle. Este álbum veio a se tornar uma raridade, pois, além de terem sido gravadas pouquíssimas cópias, o encarte de papelão era montado pelos próprios componentes da banda.
Após o lançamento deste CD-demo, a banda se apresentou em diversos locais e casas de show em Fortaleza, especialmente no Teatro Boca Rica, que era também o local de ensaio da banda. Lá também aconteceu o lançamento oficial do seu primeiro álbum "Amousía", e onde foi gravado o videoclipe da primeira música de trabalho: "The Floaters", além de "My Device", gravado no antigo aeroporto de Fortaleza.
Após o lançamento do primeiro álbum, a 2Fuzz estreou na TV União com seus clipes "My Device" e "The Floaters", que foram muito bem recebidos pelo público e pela crítica, fazendo do álbum "Amousía" um sucesso. Graças a isso, a banda fez participações em festivais como ponto CE, Ceará Music e Feira da Música, todos em Fortaleza, e  uma importante passagem pela Europa, com participação no FIMU, Festival Internacional de Música Universitária, em Belfort, França, em 2004.
Ao retornar ao Brasil, a banda entrou em estúdio para a gravação de "Límen", segundo álbum, lançado em 2006. Músicas como "Misshapenness", "Storm in the eye of the calm" e Innuendo" fizeram o tom sair do rock essencialmente gutural do "Amousia" para um tom mais intimista e emotivo, sem deixar de ser pesado.
Com a saída de Ciro Figueiredo (que faria sua passagem pela ótima banda October Leaves, também de Fortaleza), a 2Fuzz recebeu Héverson dos Santos como substituto nas baquetas.
A banda teve suas atividades encerradas em 2012. Atualmente, os integrantes seguem carreiras dentro e fora do universo musical. Hugo Lopes é empresário do ramo de propaganda e tecnologia, João Victor (vocal e guitarra), é compositor de trilhas sonoras.